# District de Nontron
Le district de Nontron est une ancienne division administrative française du département de la Dordogne de 1790 à 1795.
Il était composé des cantons de Nontron, Bussiere, Champagnac, Javerlhac, Larochebeaucourt, Mareuil, Saint Félix et Saint Pardoux.